# جیمسون پارکر
جیمسون پارکر (انگلیسی: Francis Jameson Parker Jr.؛ زادهٔ ۱۸ نوامبر ۱۹۴۷) یک هنرپیشه اهل ایالات متحده آمریکا است.

## گزیده فیلمشناسی
از فیلم‌ها یا برنامه‌های تلویزیونی که وی در آن نقش داشته‌است می‌توان به آثار زیر اشاره کرد.
- مهاجران (۱۹۷۸)
- معمای کارائیب (۱۹۸۳)
- بچه‌های سوت‌زن (مجموعه تلویزیونی) (۱۹۸۳)
- شاهزاده تاریکی (۱۹۸۷)